# Micromonodon tener
Micromonodon tener är en stekelart som först beskrevs av Joseph Kriechbaumer 1893.  Micromonodon tener ingår i släktet Micromonodon och familjen brokparasitsteklar. Arten är reproducerande i Sverige. Inga underarter finns listade i Catalogue of Life.